# Pedro Garay
Pedro Garay Núñez (Villa del Rosario, San Pedro, 19 de octubre de 1961) es un exfutbolista paraguayo nacionalizado peruano, jugaba de Centro campista.

## Trayectoria
Garay jugó en su país en equipos como Capitán Figari, Sol de América, Cerro Porteño y Libertad, además del Oriente Petrolero de Bolivia antes de partir hacia Perú para formar parte de Sporting Cristal a mediados del año 1992 obteniendo el subtítulo, ya como capitán desde 1993 obtuvo el tricampeonato los años 1994, 1995 y 1996 y el subcampeonato de la Copa Libertadores 1997.
Permaneció en el cuadro rimense hasta finales de abril de 1998 luego de la Copa Libertadores. 
En 1999 regresó a Perú jugando su última temporada con el Deportivo Pesquero.
Conmemorando los 50 años de vida institucional de Sporting Cristal, Pedro Garay fue invitado a participar en la Copa 50 Aniversario Club Sporting Cristal donde quedó demostrado lo importante que es él para el club y su hinchada, que esa noche lo aclamó provocando que el excapitán derramara lágrimas en un hecho muy emotivo y recordado. Asimismo el año 2011 fue invitado por el Sporting Cristal a la denominada "Tarde Celeste", la cual se presentó al equipo rimense versión 2011 siendo ovacionado por la hinchada que lo recuerda con cariño hasta el día de hoy.
Jugó para la selección de fútbol de Paraguay desde 1983 hasta 1985.

## Clubes
| Club               | País     | Año         |
| ------------------ | -------- | ----------- |
| Capitán Figari     | Paraguay | 1979        |
| Sol de América     | Paraguay | 1980 - 1986 |
| Cerro Porteño      | Paraguay | 1987 - 1991 |
| Oriente Petrolero  | Bolivia  | 1992        |
| Sporting Cristal   | Perú     | 1992 - 1998 |
| Libertad           | Paraguay | 1998        |
| Deportivo Pesquero | Perú     | 1999        |

## Palmarés

### Campeonatos nacionales
| Título                       | Club             | País     | Año  |
| ---------------------------- | ---------------- | -------- | ---- |
| Primera División de Paraguay | Sol de América   | Paraguay | 1986 |
| Primera División de Paraguay | Cerro Porteño    | Paraguay | 1987 |
| Primera División de Paraguay | Cerro Porteño    | Paraguay | 1990 |
| Torneo República             | Cerro Porteño    | Paraguay | 1991 |
| Primera División del Perú    | Sporting Cristal | Perú     | 1994 |
| Primera División del Perú    | Sporting Cristal | Perú     | 1995 |
| Primera División del Perú    | Sporting Cristal | Perú     | 1996 |

### Torneos cortos
| Título           | Club             | País     | Año  |
| ---------------- | ---------------- | -------- | ---- |
| Torneo República | Cerro Porteño    | Paraguay | 1990 |
| Torneo Apertura  | Sporting Cristal | Perú     | 1994 |